# Seznam dílů seriálu Channel Zero
Toto je seznam dílů seriálu Channel Zero. Americký hororový televizní seriál Channel Zero natočený podle creepypast různých autorů měl premiéru na stanici Syfy.

## Přehled řad
| Řada | Název           | Díly | Premiéra v USA | Premiéra v USA     |
| Řada | Název           | Díly | První díl      | Poslední díl       |
| ---- | --------------- | ---- | -------------- | ------------------ |
| 1    | Candle Cove     | 6    | 11. října 2016 | 15. listopadu 2016 |
| 2    | No-End House    | 6    | 20. září 2017  | 25. října 2017     |
| 3    | Butcher’s Block | 6    | 7. února 2018  | 14. března 2018    |
| 4    | The Dream Door  | 6    | 26. října 2018 | 31. října 2018     |

## Seznam dílů

### První řada:Candle Cove(2016)
| Č. v seriálu | Č. v řadě | Původní název               | Režie                  | Scénář                                    | Premiéra v USA     |
| ------------ | --------- | --------------------------- | ---------------------- | ----------------------------------------- | ------------------ |
| 1            | 1         | You Have to Go Inside       | Craig William Macneill | Nick Antosca                              | 11. října 2016     |
| 2            | 2         | I'll Hold Your Hand         | Craig William Macneill | Don Mancini a Nick Antosca                | 18. října 2016     |
| 3            | 3         | Want to See Something Cool? | Craig William Macneill | Harley Peyton                             | 25. října 2016     |
| 4            | 4         | A Strange Vessel            | Craig William Macneill | Erica Saleh a Nick Antosca                | 1. listopadu 2016  |
| 5            | 5         | Guest of Honor              | Craig William Macneill | Katie Gruel a Mallory Westfall            | 8. listopadu 2016  |
| 6            | 6         | Welcome Home                | Craig William Macneill | Nick Antosca, Harley Peyton a Don Mancini | 15. listopadu 2016 |

### Druhá řada:No-End House(2017)
| Č. v seriálu | Č. v řadě | Původní název        | Režie       | Scénář                           | Premiéra v USA |
| ------------ | --------- | -------------------- | ----------- | -------------------------------- | -------------- |
| 7            | 1         | This Isn't Real      | Steven Piet | Nick Antosca                     | 20. září 2017  |
| 8            | 2         | Nice Neighborhood    | Steven Piet | Harley Peyton a Mallory Westfall | 27. září 2017  |
| 9            | 3         | Beware the Cannibals | Steven Piet | Don Mancini a Erica Saleh        | 4. října 2017  |
| 10           | 4         | The Exit             | Steven Piet | Nick Antosca a Katie Gruel       | 11. října 2017 |
| 11           | 5         | The Damage           | Steven Piet | Harley Peyton a Lisa Long        | 18. října 2017 |
| 12           | 6         | The Hollow Girl      | Steven Piet | Nick Antosca a Angel Varak-Iglar | 25. října 2017 |

### Třetí řada:Butcher’s Block(2018)
| Č. v seriálu | Č. v řadě | Původní název          | Režie             | Scénář                                              | Premiéra v USA  |
| ------------ | --------- | ---------------------- | ----------------- | --------------------------------------------------- | --------------- |
| 13           | 1         | Insidious Onset        | Arkasha Stevenson | Nick Antosca                                        | 7. února 2018   |
| 14           | 2         | Father Time            | Arkasha Stevenson | Harley Peyton, Mallory Westfall a Angel Varak-Iglar | 14. února 2018  |
| 15           | 3         | Live Bait              | Arkasha Stevenson | Angela LaManna, Justin Boyd a Nick Antosca          | 21. února 2018  |
| 16           | 4         | Alice in Slaughterland | Arkasha Stevenson | Harley Peyton                                       | 28. února 2018  |
| 17           | 5         | The Red Door           | Arkasha Stevenson | Nick Antosca, Justin Boyd a Mallory Westfall        | 7. března 2018  |
| 18           | 6         | Sacrifice Zone         | Arkasha Stevenson | Nick Antosca, Harley Peyton a Angela LaManna        | 14. března 2018 |

### Čtvrtá řada:The Dream Door(2018)
| Č. v seriálu | Č. v řadě | Původní název                  | Režie      | Scénář                                                                | Premiéra v USA |
| ------------ | --------- | ------------------------------ | ---------- | --------------------------------------------------------------------- | -------------- |
| 19           | 1         | Ashes On My Pillow             | E. L. Katz | Nick Antosca                                                          | 26. října 2018 |
| 20           | 2         | Where Did You Sleep Last Night | E. L. Katz | Nick Antosca a Alexandra Pechman                                      | 27. října 2018 |
| 21           | 3         | Love Hurts                     | E. L. Katz | Lenore Zion a Lisa Long                                               | 28. října 2018 |
| 22           | 4         | Bizarre Love Triangle          | E. L. Katz | námět: Mallory Westfall scénář: Mallory Westfall a Isabella Gutierrez | 29. října 2018 |
| 23           | 5         | You Belong To Me               | E. L. Katz | Justin Boyd a Angel Varak-Iglar                                       | 30. října 2018 |
| 24           | 6         | Two of Us                      | E. L. Katz | námět: Isabella Gutierrez scénář: Nick Antosca a Lisa Long            | 31. října 2018 |